# العلاقات الهندية التشيلية
العلاقات الهندية التشيلية هي العلاقات الثنائية التي تجمع بين الهند وتشيلي.

## مقارنة بين البلدين
هذه مقارنة عامة ومرجعية للدولتين:
| وجه المقارنة                                              | الهند                       | تشيلي                         |
| --------------------------------------------------------- | --------------------------- | ----------------------------- |
| المساحة (كم2)                                             | 3.29 مليون                  | 756.10 ألف                    |
| عدد السكان (نسمة)                                         | 1.35 مليار                  | 17.37 مليون                   |
| الكثافة السكانية (ن./كم²)                                 | 410.33                      | 22.97                         |
| العاصمة                                                   | نيودلهي                     | سانتياغو                      |
| اللغة الرسمية                                             | اللغة الهندية، لغة إنجليزية | اللغة الإسبانية               |
| العملة                                                    | روبية هندية                 | بيزو تشيلي، وحدة حساب تشيلية ‏ |
| الناتج المحلي الإجمالي (بليون دولار)                      | 2.60 تريليون                | 277.08 مليار                  |
| الناتج المحلي الإجمالي (تعادل القوة الشرائية) بليون دولار | 8.00 تريليون                | 419.39 مليار                  |
| الناتج المحلي الإجمالي الاسمي للفرد دولار أمريكي          | 1.60 ألف                    | 13.42 ألف                     |
| الناتج المحلي الإجمالي للفرد دولار أمريكي                 | 5.70 ألف                    | 22.07 ألف                     |
| مؤشر التنمية البشرية                                      | 0.609                       | 0.832                         |
| رمز المكالمات الدولي                                      | +91                         | +56                           |
| رمز الإنترنت                                              | .in، .भारत ‏، .بھارت ‏،        | .cl                           |
| المنطقة الزمنية                                           | ت ع م+05:30، توقيت الهند    | 00، 00، 00، 00                |

## منظمات دولية مشتركة
يشترك البلدان في عضوية مجموعة من المنظمات الدولية، منها:
| علم المنظمة | اسم المنظمة                        | تاريخ انضمام الهند | تاريخ انضمام تشيلي |
| ----------- | ---------------------------------- | ------------------ | ------------------ |
|             | يونسكو                             | 4 نوفمبر 1946      | 7 يوليو 1953       |
|             | الفريق المعني برصد الأرض           | ?                  | ?                  |
|             | مؤسسة التمويل الدولية              | 20 يوليو 1956      | 15 أبريل 1957      |
|             | منظمة حظر الأسلحة الكيميائية       | ?                  | ?                  |
|             | مؤسسة التنمية الدولية              | 24 سبتمبر 1960     | 30 ديسمبر 1960     |
|             | منظمة التجارة العالمية             | 1995               | ?                  |
|             | وكالة ضمان الاستثمار متعدد الأطراف | 6 يناير 1994       | 12 أبريل 1988      |
|             | الاتحاد البريدي العالمي            | ?                  | ?                  |
|             | الاتحاد الدولي للاتصالات           | 1869               | 1908               |
|             | منظمة الشرطة الجنائية الدولية      | ?                  | ?                  |
|             | الأمم المتحدة                      | 30 أكتوبر 1945     | 24 أكتوبر 1945     |
|             | البنك الدولي للإنشاء والتعمير      | 27 ديسمبر 1945     | 31 ديسمبر 1945     |
|             | المنظمة الهيدروغرافية الدولية      | ?                  | ?                  |

## وصلات خارجية
- موقع وزارة الخارجية الهندية
- موقع وزارة الخارجية التشيلية